# Lettres écrites de la montagne
Les Lettres écrites de la montagne est une œuvre de l'écrivain et philosophe Jean-Jacques Rousseau publiée en 1764 en réponse aux Lettres écrites de la campagne de Jean-Robert Tronchin, procureur général à Genève.

## Histoire
Après la parution de l'Émile et du Contrat Social, en 1762 et leur condamnation, Jean-Jacques Rousseau est menacé de prise de corps par le Parlement de Paris. Il s'enfuit près de Neuchâtel en juin 1762, ne pouvant réintégrer la ville de Genève dont il est citoyen, car les syndics et le Petit Conseil de Genève ont également condamné les deux ouvrages et interdisent l'accès de la ville à Jean-Jacques sous peine d'arrestation. Le 12 mai 1763, Jean-Jacques abdique sa citoyenneté genevoise.
Quelques amis de Rousseau, menés par Jean-François Deluc, font un recours en forme de "représentation" devant le Petit Conseil, en juin 1763, pour faire annuler cette condamnation. L'affaire prend un tour politique. Devant le silence du Petit Conseil, les Représentants en appellent au Grand Conseil ou Conseil des CC, appel que le Petit Conseil juge inopportun en usant de son droit négatif. Le conflit s'éternise, c'est alors que le procureur général Jean-Robert Tronchin fait paraître trois lettres écrites de la campagne le 27 septembre 1763, suivies d'une quatrième le 24 octobre. Les lettres justifiaient la condamnation des deux livres et évacuaient les prétextes juridiques avancés par les Représentants.

## Contenu
C'est dans ce contexte que Rousseau rédige  à Môtiers, entre octobre 1763 et mai 1764, les neuf lettres de la montagne. 
Elles sont précédées d'une préface dans laquelle J. J. Rousseau souligne l'objet universel et non circonstanciel de son propos : « si mes sujets sont petits, mes objets sont grands, & dignes de l’attention de tout honnête-homme. Laissons Geneve à sa place, & Rousseau dans sa dépression ; mais la Religion, mais la liberté, la justice ! Voilà, qui que vous soyez, ce qui n’est pas au-dessous de vous. »
Les cinq premières lettres ont pour objet de démontrer que la sentence du Petit Conseil est arbitraire, car seul le Consistoire est compétent en matière de foi. La sixième prend la défense du Contrat Social. Les trois dernières apportent un appui aux Représentants en faisant la démonstration que le droit négatif exercé par le Petit Conseil usurpe le pouvoir souverain qui relève du peuple. Sur le plan de la foi, il ne renie rien de ses écrits et fustige les pasteurs qui se veulent orthodoxes en se montrant persécuteurs.
Les Lettres sont imprimées à Amsterdam par Marc-Michel Rey et publiées en décembre 1764 avec la devise Vitam impendere vero. Le caractère séditieux du contenu, notamment les lettres politiques, indigne le Petit Conseil. De nombreux libelles sont échangés, mais le plus violent est Sentiment de citoyens, de Voltaire, paru d'abord anonymement et qui révèle publiquement l'abandon des enfants de Rousseau.
Les Lettres sont brûlées à Paris et La Haye, elles sont interdites à Berne. La position de Jean-Jacques à Neuchâtel devint intenable et Rousseau devra quitter la Suisse avant la fin 1765. Ce sera pour tomber dans un autre conflit avec David Hume.
Les troubles politiques suscités par l'Affaire Rousseau n'étaient pas près de se calmer. Ce n'est qu'en 1768 qu'un accord intervint entre l'oligarchie modérée et les milieux populaires non extrémistes, après interventions des puissances garantes de la Constitution genevoise de 1738 : Zurich, Berne et la France.